# Asher Wojciechowski
Pour les articles homonymes, voir Wojciechowski.
Randall Asher Wojciechowski (né le 21 décembre 1988 à Hardeeville, Caroline du Sud, États-Unis) est un lanceur droitier de baseball qui a joué pour les Astros de Houston de la Ligue majeure de baseball en 2015.

## Carrière
Joueur des Bulldogs, équipe de baseball de The Citadel, un collège militaire de Caroline du Sud, Asher Wojciechowski est un choix de première ronde des Blue Jays de Toronto et le 41e athlète sélectionné au total au repêchage amateur de 2010. Il est une sélection que les Blue Jays obtiennent en compensation pour la perte de l'agent libre Rod Barajas.
Le 20 juillet 2012, les Blue Jays échangent releveur droitier Francisco Cordero, le voltigeur Ben Francisco et cinq joueurs des ligues mineures (le lanceur gaucher David Rollins, les droitiers Asher Wojciechowski, Kevin Comer et Joe Musgrove, et le receveur Carlos Pérez) aux Astros de Houston en retour du lanceur gaucher J. A. Happ et des droitiers Brandon Lyon et David Carpenter.
Wojciechowski fait ses débuts dans le baseball majeur comme lanceur partant des Astros de Houston le 9 avril 2015 face aux Indians de Cleveland. Il dispute 5 matchs des Astros en 2015, dont 3 comme lanceur partant. Il encaisse une défaite comme seule décision. Sa moyenne de points mérités se chiffre à 7,16 après 13 points mérités accordés sur 23 coups sûrs et 7 buts sur balles en 16 manches et un tiers lancées, mais il réussit 16 retraits sur des prises.
Réclamé au ballottage par les Marlins de Miami le 24 mai 2016, il partage cette saison dans les ligues mineures entre des clubs affiliés aux Astros et aux Marlins.